# Superplasticidad
La superplasticidad es un estado en el cual un material determinado, sólido cristalino, es deformado más allá de su punto de ruptura normal. Es una propiedad que tienen varios materiales cristalinos, y hace posible que los materiales no tengan que ser cortados por piezas y unidos nuevamente, sino que teniendo una sola pieza y un molde, ésta pueda ser moldeada a voluntad sin romperse y carecer de uniones. Esta característica confiere al material mejores propiedades, tales como:
- Mayor resistencia a la tensión
- Resistencia a la falla mayor
- Un módulo de elasticidad más elevado

En realidad, la superplasticidad  puede llegar a ser muy útil si es explotada de manera adecuada.